# Toninia rosulata
Toninia rosulata är en lavart som först beskrevs av Martino Anzi och som fick sitt nu gällande namn av Henri Jacques François Olivier. 
Toninia rosulata ingår i släktet Toninia och familjen Ramalinaceae. Arten är reproducerande i Sverige. Inga underarter finns listade i Catalogue of Life.